# George Tyson
George Emory Tyson, né le 15 décembre 1829 à Eagle River (Red Bank (New Jersey)) et mort à Washington (district de Columbia) le 18 octobre 1906, est un navigateur américain.

## Biographie
George Tyson s'engage dans la marine le 7 février 1850 et embarque sur le Mac Clellan du capitaine William Quayle pour une campagne de pêche de la baleine sur les côtes du Labrador. Il a alors peu de considérations pour les Esquimaux comme il l'écrit dans le récit de ses aventures : 
« Les Esquimaux produisirent sur moi un effet des plus désagréables, et je partageai bien vite le mépris que les matelots affichent presque toujours pour eux. C'est seulement dans les subséquents voyages que je me rendis compte des qualités réelles de ce peuple, et du parti qu'on peut tirer de son expérience ainsi que de son humanité ».

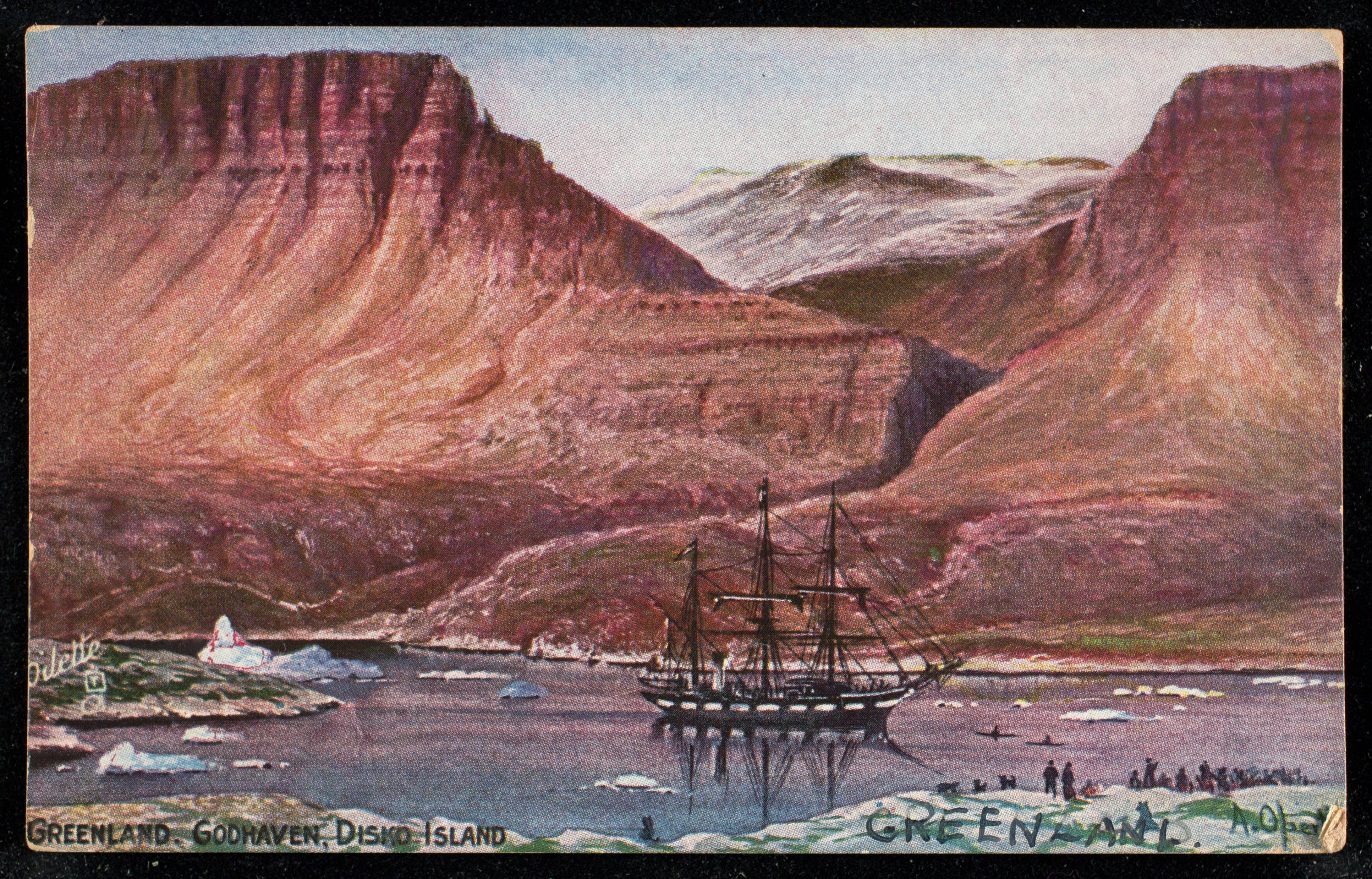
Godhaven (Île de Disko)

Les chasseurs rencontrent à Godhaven l'expédition d'Edwin De Haven envoyée à la recherche de John Franklin. Isaac Israel Hayes venu à bord déclare alors n'avoir aucun espoir de retrouver un seul survivant.
Tyson accepte de rester avec neuf autres compagnons en hivernage à la péninsule de Cumberland. Ils établissent alors leur campement et pendant une année font des stocks d'huile. Ils sont récupérés plus d'un an après par le capitaine Quayle sur le True Love, le Mac Clellan ayant fait naufrage. Près des côtes de l'Écosse, le True Love coule. Le capitaine Quayle trouve la mort et Tyson parvient à nager jusqu'à la côte où il est recueilli. Il se rend alors à Liverpool et embarque en décembre 1851 sur le Charles Holmes commandé par le capitaine Croker, à destination de New York. 

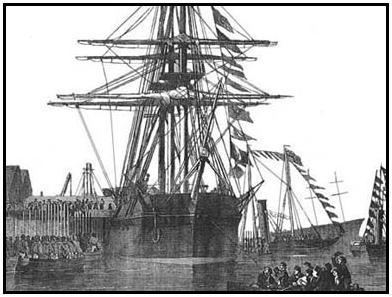
Gravure à l'eau forte du HMS Resolute de décembre 1856

Tyson reste peu de temps aux États-Unis. Il y travaille comme forgeron puis, au printemps 1854 obtient un engagement de harponneur à bord du trois-mâtes-barque George Henry commandé par le capitaine James Budington (oncle de Sidney O. Budington du Polaris). Il fait alors campagne dans la baie de Cumberland où le navire se fait bloquer par les glaces vers le cap Walsingham. Ils y découvrent le navire Resolute vide et abandonné dans les glaces par Edward Belcher en 1853. Il était pris dans la glace du détroit de Davis au large de la terre de Baffin, à 1 900 km de l'endroit où il avait été abandonné. Les Américains le libèrent des glaces et le ramènent à New London (Connecticut). Le Congrès américain le rachète alors pour 40 000 dollars, le fait restaurer et le renvoie en Angleterre, où il est présenté à la Reine Victoria le 7 décembre 1856 comme un gage de paix.
En 1856, Tyson est promu second-maître et reprend la mer sur le George Henry toujours commandé par Budington. La campagne compte aussi l'aviso Ameret et dure jusqu'au printemps 1857. À peine rentré, Tyson, devenu premier-maître, reprend la mer en août pour une campagne qui dure jusqu'à la fin de l'année 1858. Au printemps de 1859, lors d'une nouvelle campagne et en préparation d'hivernage, le navire est démâté lors d'une tempête et contraint de se réfugier à Terre-Neuve.
Au printemps de 1860, son plan de chasser la baleine en baie de Frobisher est accepté par ses armateurs. Nommé second, il obtient le commandement du Georgiana. Il a alors l'occasion de rencontrer Charles Francis Hall et sympathise avec lui. Hall part à la recherche de John Franklin avec la Rescue des mêmes armateurs que Tyson. Peu après, lors d'une tempête, la Rescue sombre. Tyson, dans les mêmes parages que lui, lui sauve alors la vie. La campagne de Tyson dure jusqu'à la fin de 1861. Il embarque ensuite comme second sur le Orray Taft et hiverne sur la côte de Cumberland avant de revenir aux États-Unis dans les derniers mois de 1863.

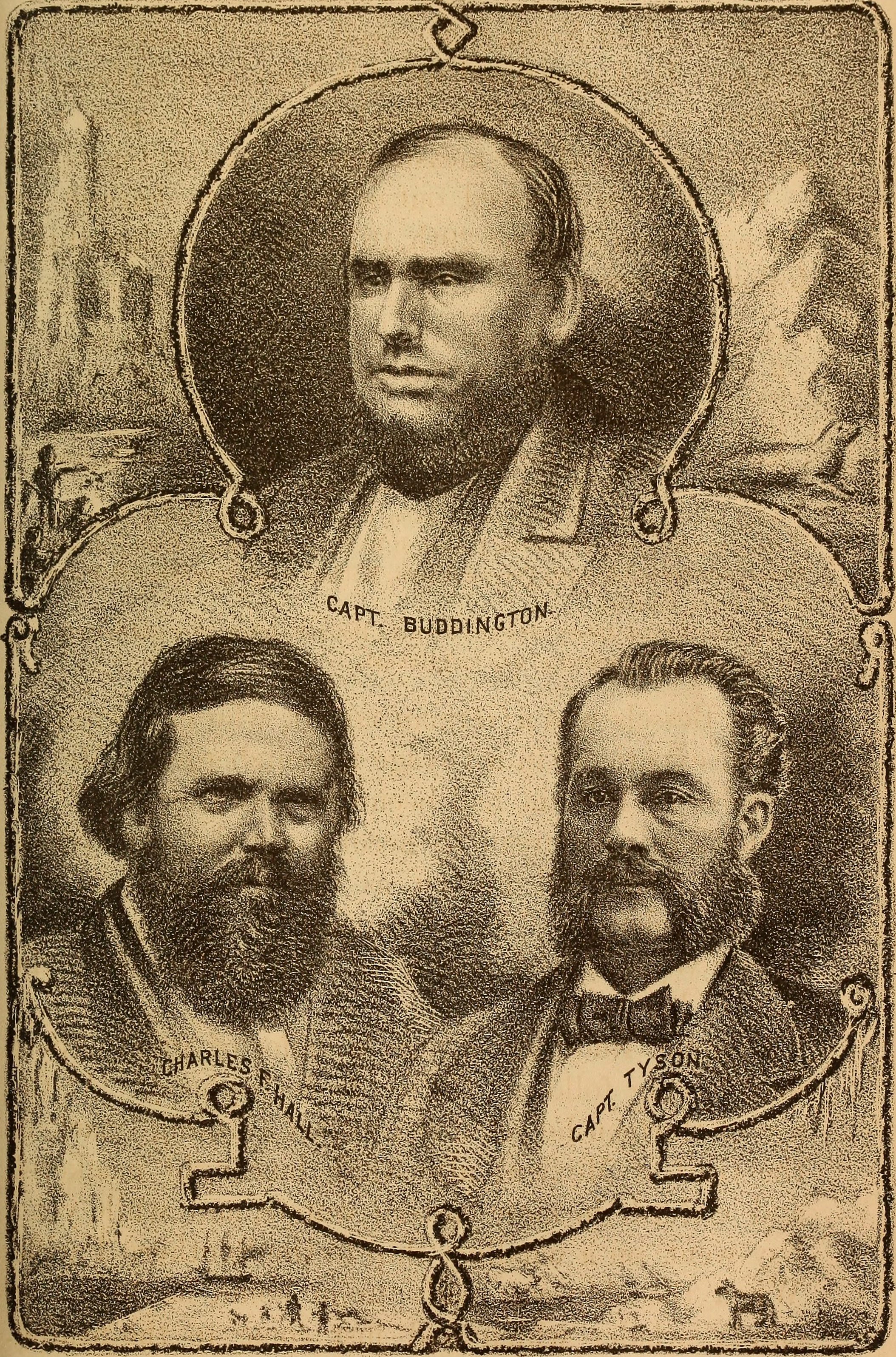
Sidney O. Budington, Charles Francis Hall et George E. Tyson

Commandant de l' Antilope de New Bedford (1864), il hiverne en baie d'Hudson puis sur la côte de Cumberland et crée l'exploit d'être le capitaine baleinier à parvenir à chasser une baleine le plus au Nord, dans Repulse Bay. Lors de l’hivernage en baie d'Hudson, il reçoit la visite en traineau de Charles Francis Hall qui, missionné pour apporter des nouvelles au navire Monticello, avait effectué un détour afin de le rencontrer. Hall reste à son bord plusieurs jours et c'est lors de cette rencontre que les deux hommes s'engagent à collaborer pour une prochaine expédition polaire.
Après la perte dans les glaces de l' Antilope, Tyson commande en 1867 l' Eva. Pris dans les glaces en novembre-décembre avec sept autres baleinières, il parvient à dégager son navire. Blessé lors d'une ascension au mont Rose dans les Alpes lors de l'été 1868, il rencontre à la maison municipale de santé à Paris où il est soigné pour une paralysie, Charles Wilkes. Les deux hommes ont alors des conversations sur les Pôles. Il commande pour la dernière fois l' Eva au printemps 1869 puis revient à New-York où il reçoit une lettre de Hall, qui vient d'apprendre son retour par le Herald. Hall lui demande s'il accepte de s'engager dans sa prochaine expédition. Il ne peut lui donner une place de Second car le choix de l'équipage ne lui appartient pas. Sidney O. Budington est engagé comme second et le docteur Emil Bessels comme chef de la mission scientifique. L'expédition compte aussi William Morton qui était du voyage d'Isaac Israel Hayes.
Tyson est ainsi nommé Lieutenant, second maître de navigation sur le Polaris (1871) pour la première expédition américaine au pôle Nord, sous les auspices du président des États-Unis Ulysse S. Grant. Le navire quitte New London le 3 juillet 1871. Les premières tensions apparaissent dès le début du voyage. À Disco, Hall cherche à engager le célèbre guide inuit Hans Christian, qui refuse pour ne pas laisser sa famille puis accepte si toute la famille embarque avec lui. Le 28 août le détroit de Smith est atteint et la mer libre qu'aurait vu William Morton s'avère n'être qu'un élargissement du canal. Budington s'oppose au capitaine Hall dès début septembre sur la continuation de l'expédition vers le Pôle Nord. Hall ne parvient pas à le convaincre. Tyson, remarque rapidement le penchant pour l’alcool du capitaine Budington et entre en concurrence avec lui. Le navire se sépare alors en deux camps. Hall reste partagé entre son amitié pour Budington et les idées légitimes de Tyson. Atteignant la mer de Lincoln par 82°11' nord de latitude, record de l'époque, Hall veut aller plus loin. Budington refuse mais Tyson soutient Hall.
Le 7 septembre, il est décidé d'hiverner dans un lieu bordé de hautes montagnes que Hall nomme Merci-Dieu près du cap Lupton sur la rive orientale du canal Kennedy. Les hommes se préparent à l'hivernage sur la terre qui portera plus tard le nom de Hall et où se déroule alors l'un des plus grands drames de l'histoire polaire. De retour d'une expédition en traîneau, Hall boit une tasse de café et tombe, le 24 octobre, soudainement malade. Le lendemain, il délire. Il meurt peu après, le 8 novembre, en accusant dans son délire le docteur du bord Emil Bessels. George Tyson dans son journal privé prouve la culpabilité de Bessels mais l'affaire est étouffée,.
Tyson trace au pinceau sur une tablette les mots de l'épitaphe de Hall : 
Budington prend alors le commandement de l'expédition. Il commence par donner le nom de Hall au bassin où le Polaris est amarré. Sa première mesure est d'interdire l'office religieux.
L'hivernage dure jusqu'au printemps 1872. Le Polaris est régulièrement soulevé par la banquise. Mystérieusement, Budington ordonne de le vider puis revient sur ses dires. Le désordre règne à bord. Ivre, Budington fait débarquer dix-neuf personnes sur un morceau de glace, dont Tyson qu'il ne supporte pas et les abandonne. 

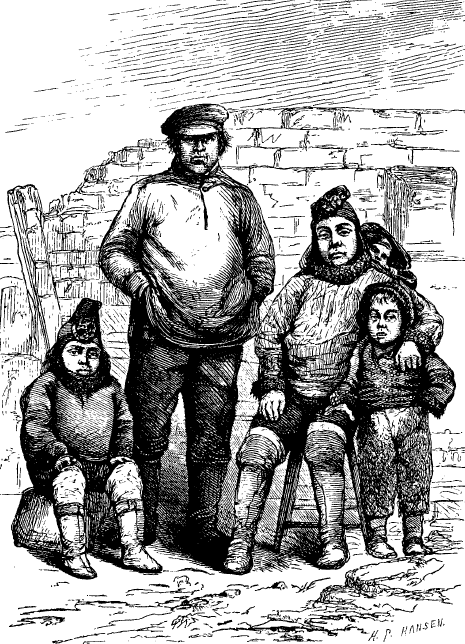
Hans Christian et sa famille

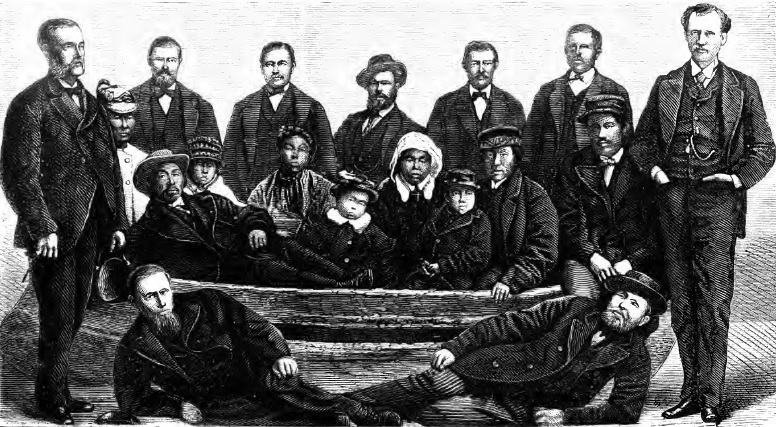
Les naufragés sur le glaçon du Polaris

Tyson organise la survie. Joe et Hans Christian construisent des igloos. Les tensions naissent rapidement. Tyson lutte contre la sauvagerie des marins allemands qui veulent sacrifier comme êtres inférieurs les Esquimaux. Le glaçon fond peu à peu et devient de plus en plus étroit. La dérive dure six mois jusqu'au 30 avril 1873 lorsque le Tigress commandé par le capitaine Bartlett, les sauve au large de Saint-Jean de Terre-Neuve. Tyson n'a perdu aucun homme dans cette aventure unique de l'histoire des pôles.
Le Tigress mène d'abord les naufragés à Saint-Jean où un steamer américain, le Frolic, le 27 mai, les embarque pour les ramener directement à Washington.
À peine débarqué, nullement rancunier, Tyson, après rapport fait à une commission d'enquête où il évoque les soupçons qu'il a sur le sort du capitaine Hall, obtient le commandement du Tigress et part, avec trois de ses compagnons qui ont accepté de l'accompagner, le 14 juillet 1873, à la recherche des quatorze occupants restés à bord du Polaris. Il apprend par des Inuits que le Polaris a été abandonné par son équipage, découvre le campement du Budington mais il ne les retrouve pas.
En 1878, Tyson est nommé capitaine du schooner Florence. Il part ainsi pour la baie Lady-Franklin avec dix matelots et deux savants pour une mission scientifique et avec mission de fonder une colonie.

## Œuvres
- Arctic experiences: aboard the doomed Polaris expedition, 2002 (basé sur son journal de bord).
- Letters (1877)
- Manuscript journal of a voyage to Cumberland Sound in the schooner Florence in 1877-1878 (1878)